# بيتر أندرسن (لاعب جمباز فني)
بيتر أندرسن (بالدنماركية: Peter Villemoes Andersen)‏ هو لاعب جمباز فني دنماركي، ولد في 9 أبريل 1884 في Højby ‏ في الدنمارك، وتوفي في 25 سبتمبر 1956 في Egebjerg ‏ في الدنمارك.

## وصلات خارجية
- بيتر أندرسن على موقع أوليمبيديا (الإنجليزية)